# John Cox (peintre)
Pour les articles homonymes, voir Cox et John Cox.
John Cox est un peintre, caricaturiste et un illustrateur américain, né à Pensacola
 (Floride). 
Il travaille en collaboration avec Allen Forkum, qui rédige les textes des caricatures. 
Il a dessiné entre autres pour le quotidien The Detroit News, et a produit quatre recueils de dessins et caricatures intitulés Black & White World (de 2002 à 2007). 
Pendant de nombreuses années John et Allen ont animé un blog sur internet.